# Гробница пророков

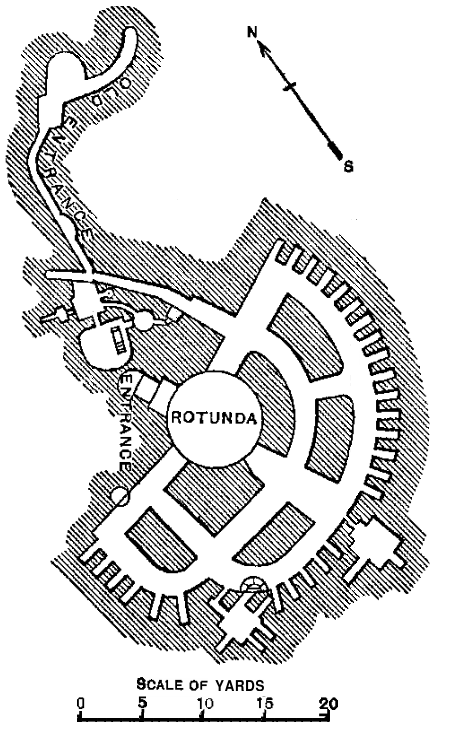
План Гробницы пророков.

Гробни́ца проро́ков Агге́я, Заха́рии и Мала́хии (араб. قبر النبيا‎, Qubur El Anbiyya, букв. Могилы пророков; ивр. מערת הנביאים‎ — Пещера пророков) — древнее захоронение, расположенное у вершины, на западном склоне Елеонской горы в Иерусалиме. Согласно средневековой еврейской традиции, принятой также христианами, считается, что катакомбы являются местом захоронения Аггея, Захарии и Малахии, трех последних еврейских библейских пророков, которые, как полагают, жили в VI—V веках до нашей эры. Археологи датировали три самые ранние погребальные камеры I веком до нашей эры, что противоречит традиции.
Гробница пророков и участок, на котором она находится, принадлежат Русской духовной миссии в Иерусалиме (Гефсиманский монастырь РПЦЗ).

## Гробница как святое место
Это место почиталось евреями со времен средневековья, и они часто посещали его. В 1882 году архимандрит Антонин (Капустин) приобрел это место для Русской православной церкви. Он планировал построить на этом месте церковь, что вызвало резкий протест со стороны евреев, которые посещали пещеру и почитали её. В 1890 году османский суд постановил, что сделка была правомерной, но русские согласились не выставлять христианские символы или иконы на территории, которая должна была оставаться доступной для людей всех вероисповеданий.

## Галерея

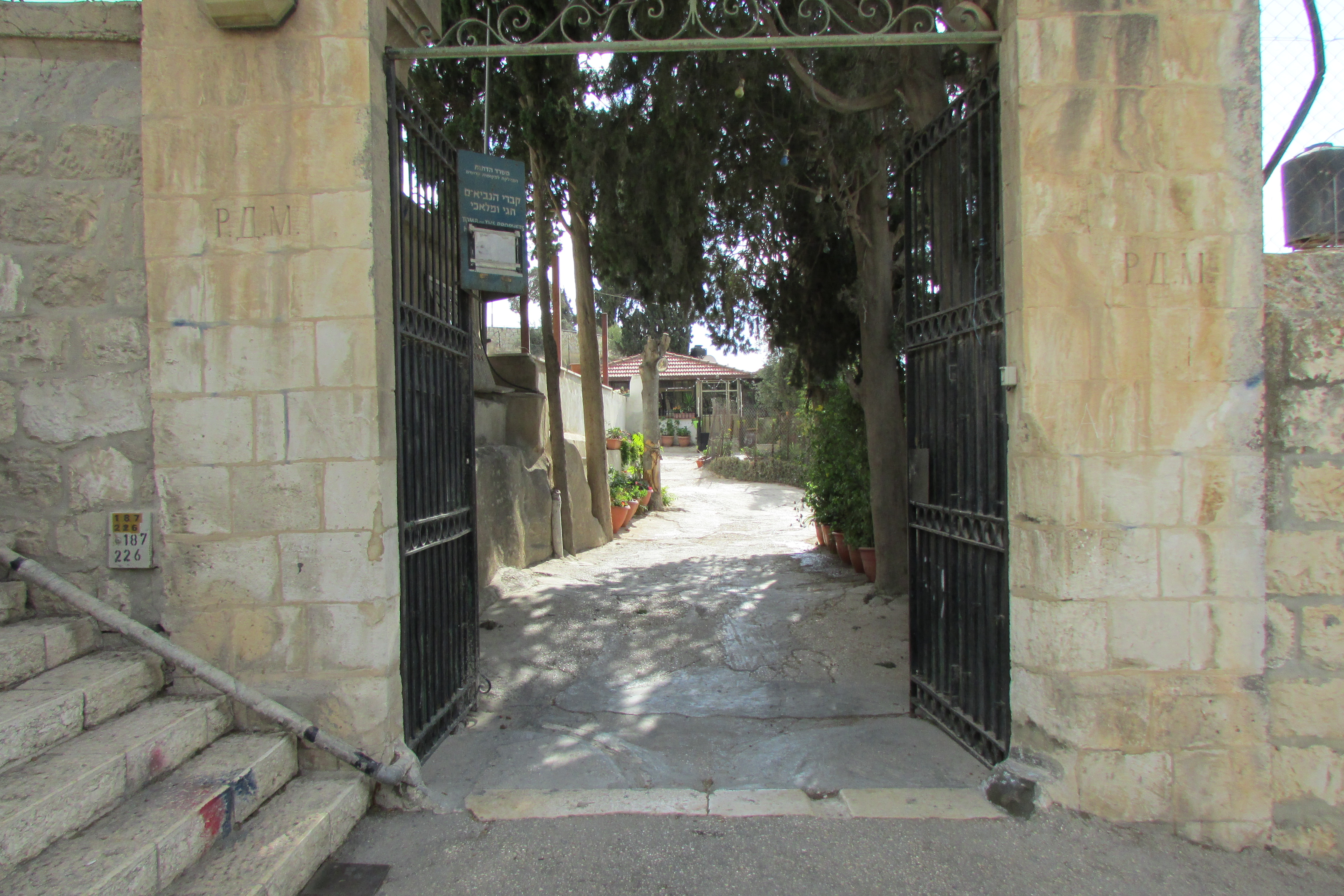
Вход на участок, где расположена гробница.
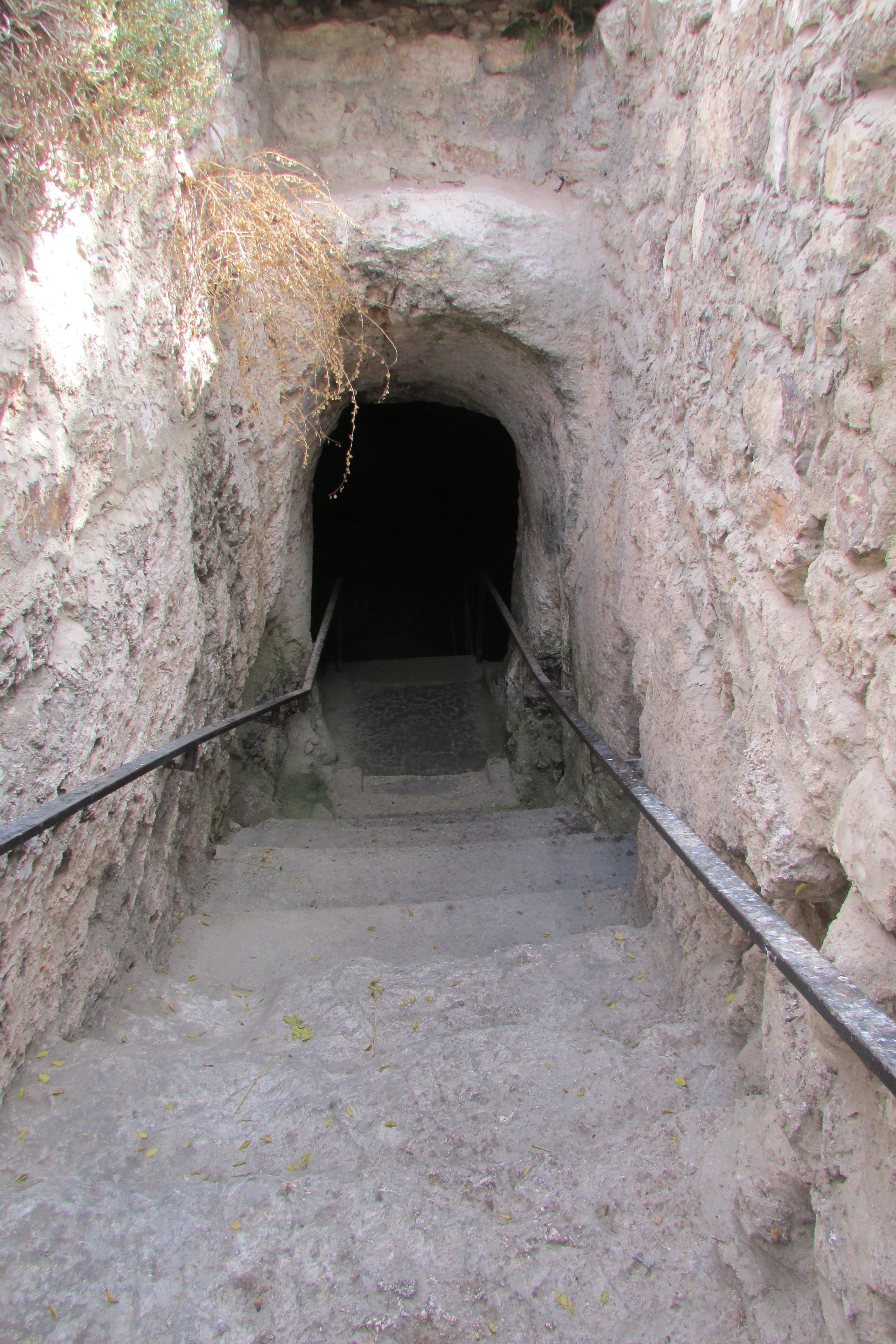
Спуск в гробницу.
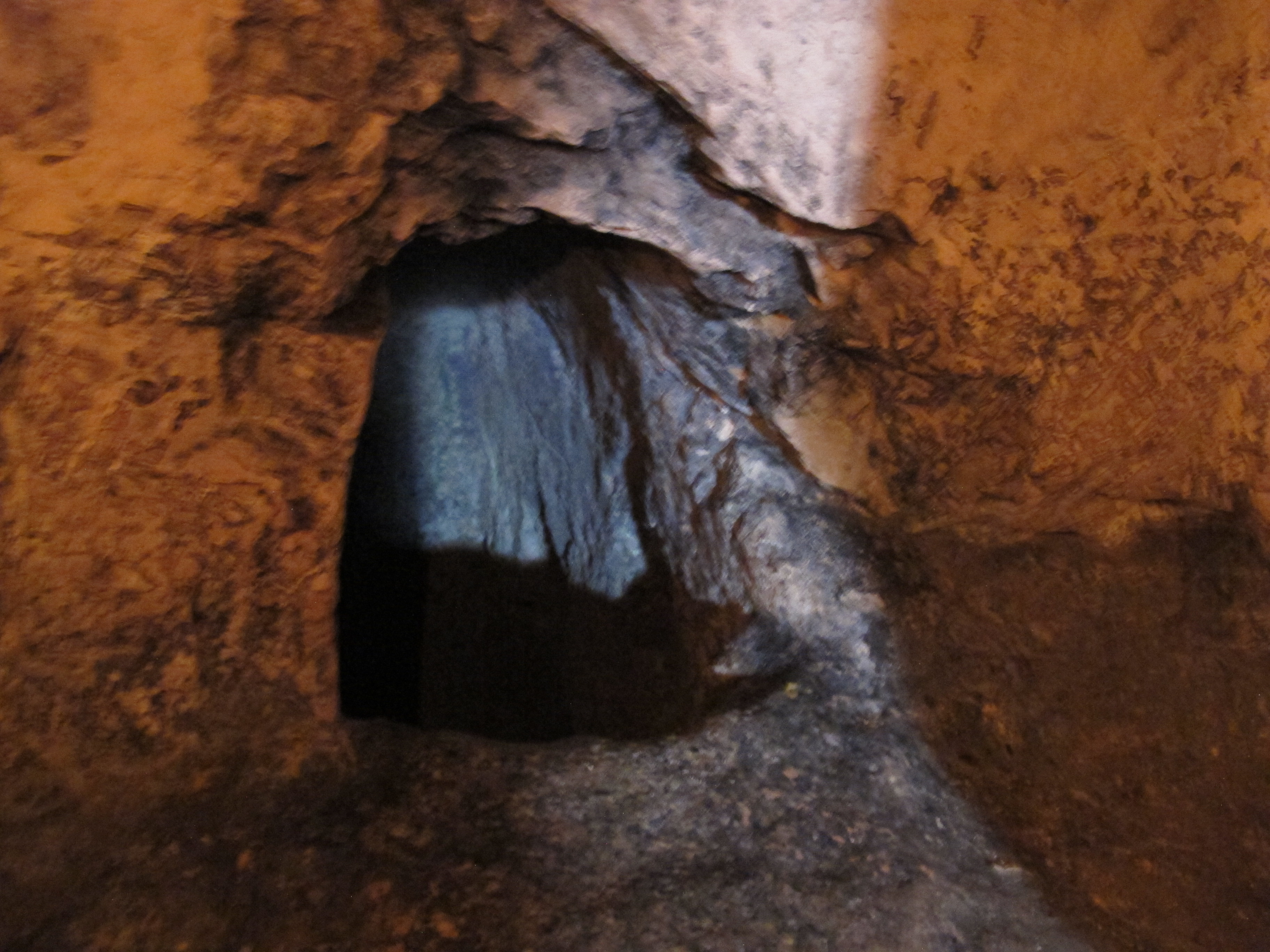
Одна из погребальных ниш в гробнице.